# Салют (космическая программа)
«Салю́т» — наименование серии пилотируемых советских орбитальных научных станций, осуществлявших полёты в околоземном космическом пространстве с космонавтами и в автоматическом режиме. Станция представляет собой тяжёлый искусственный спутник Земли (ИСЗ), длительное время функционирующий на околоземной орбите. На станции может размещаться большое количество приборов и оборудования, что позволяет использовать её для решения многих научных и прикладных задач — изучения околоземного космического пространства, атмосферы Земли и её природных ресурсов с орбиты ИСЗ, проведения астрономических, радиоастрономических и метеорологических наблюдений, медико-биологических и технологических исследований в условиях космических полётов и др. Создание орбитальных станций со сменяемыми экипажами типа «Салют» было важным и новым этапом в развитии космонавтики СССР.
Под общим названием «Салют» на орбиту выводились орбитальные станции по гражданской программе «Долговременная орбитальная станция» (ДОС, «Изделие 17К») разработки ЦКБЭМ и по военной программе «Алмаз» (ОПС, орбитальная пилотируемая станция) разработки ЦКБМ.
«Салюты» выводились на орбиту ракетой-носителем «Протон».
Первая станция называлась «Заря», название можно было увидеть на её корпусе, его изменили из-за наличия у Китая космической техники с таким названием.

## История создания орбитальных станций «Салют»
В середине 1960-х годов конструкторское бюро Челомея, имея собственную тяжёлую ракету-носитель «Протон», приступило к разработкам орбитальной станции военного назначения и транспортного космического корабля. Однако работа шла медленно, возникла задержка с системами жизнеобеспечения и двигательными установками.
Константину Феоктистову пришла идея установить на будущей станции системы и агрегаты от корабля «Союз», тем самым первыми в мире создать орбитальную станцию.
Феоктистов обратился с этим предложением к секретарю ЦК КПСС Устинову, курировавшему ракетно-космическую промышленность. Дмитрий Фёдорович поддержал проект и вынес его на рассмотрение в Политбюро ЦК КПСС. Члены Политбюро одобрили план и вынесли соответствующее постановление, тем более, что в СССР планировали отпраздновать трудовыми достижениями 100-летнюю годовщину со дня рождения Ленина, а также близился XXIV съезд КПСС. Несколько корпусов орбитальных станций были переданы из КБ Челомея в КБ Королёва.
Владимир Николаевич Челомей впоследствии оценил это действие как «пиратский набег на его остров».

## Устройство орбитальных станций «Салют»
Основой всех советских и российских орбитальных станций является рабочий отсек (РО), представляющий собой цилиндр малого диаметра (диаметр 2,9 м, длина 3,5 м), соединённый конической проставкой с цилиндром большого диаметра (диаметр 4,15 м, длина 2,7 м). Торцевые поверхности рабочего отсека образованы сферическими оболочками. Внутри корпуса по периметру установлена рамная конструкция, на которой закреплены агрегаты и узлы. Внутренним сечением рама образует квадрат, свободное пространство которого являлось обитаемой зоной для экипажа. Изнутри рама закрыта съёмными панелями, для удобства окрашенными в разные цвета (условный «пол», «потолок» и «стены»). В цилиндре малого диаметра размещаются центральный пост управления станцией, зона отдыха, места для хранения и принятия пищи, спальные места. В цилиндре большого диаметра размещаются научное оборудование, спортивные тренажёры, предназначенные для коррекции отрицательного влияния невесомости на организм космонавтов, душевая установка, в отдельном изолированном отсеке — космический туалет.
Снаружи корпус станций покрыт экранно-вакуумной изоляцией, препятствующей перегреву на освещённой Солнцем части орбиты и охлаждению в тени Земли. Также экранно-вакуумная изоляция защищает станцию от микрометеоритов. Под «нижней стороной» цилиндрической части малого диаметра бытового отсека находятся радиаторы системы терморегуляции, излучающие излишнее тепло в космическое пространство.
Газовый состав атмосферы на борту станций «Салют» по составу близок к земному, поддерживается нормальное давление и температура.
Углекислый газ, образующийся при дыхании космонавтов, поглощается в регенеративных патронах, при происходящей химической реакции в атмосферу станции выделяется кислород.

### «Салют-1»
Орбитальная станция «Салют-1» разработана в КБ Королёва.
Перед цилиндром малого диаметра рабочего отсека установлен переходный отсек (ПО) диаметром 2 м, длина со стыковочным узлом 3 м. Между переходным и рабочим отсеком — люк с герметичной крышкой. На переднем конце переходного отсека — пассивный стыковочный узел, снабжённый люком с герметичной крышкой для перехода в транспортный космический корабль «Союз». На боковой поверхности переходного отсека — люк для проникновения внутрь станции при строительных работах на Земле, а также теоретически люк мог служить для выхода космонавтов в открытый космос, однако на станции «Салют-1» такая работа не планировалась, отсутствовали скафандры. Снаружи переходного отсека были установлены две неповоротные солнечные батареи («крылья»). В переходном отсеке также находились научные приборы.
К заднему концу цилиндра большого диаметра рабочего отсека прикреплён агрегатный отсек (АО), в котором размещалась корректирующая двигательная установка (КДУ) с топливными баками, двигатели системы ориентации и их топливные баки. Корректирующая двигательная установка была взята от КК «Союз», работала на двухкомпонентном высококипящем ракетном топливе (тетраоксид диазота + несимметричный диметилгидразин). Двигатели системы ориентации — вновь разработанные на том же высококипящем ракетном топливе. По сравнению с КК «Союз» объём топливных баков был увеличен в два раза. Снаружи агрегатного отсека были установлены две неповоротные солнечные батареи («крылья»).
Станция «Салют-1» была рассчитана на полёт трёх космонавтов.

### «Салют-2», «Салют-3», «Салют-5»
«Салют-2», «Салют-3», «Салют-5» — орбитальные станции военного назначения (КБ Челомея), разрабатывались по программе «Алмаз» для фототелевизионного наблюдения за поверхностью Земли. В советских средствах массовой информации описания устройства этих станций никогда не было. Если необходимо было проиллюстрировать работу советских космонавтов на «Салют-3» или «Салют-5» — художник изображал ОС «Салют-1» или «Салют-4».
Станции были рассчитаны на полёт двух космонавтов.
К заднему концу цилиндра большого диаметра рабочего отсека прикреплён по периметру агрегатный отсек (АО), в котором размещалась объединённая двигательная установка, которая работала на двухкомпонентном высококипящем ракетном топливе и топливные баки. Корректирующая двигательная установка (КДУ) и двигатели системы ориентации работали на общем топливе (тетраоксид диазота + несимметричный диметилгидразин), благодаря чему полёт станции не мог быть прерван из-за того, что закончилось однокомпонентное топливо для двигателей системы ориентации.
По центру заднего конца цилиндра большого диаметра рабочего отсека находился переходной отсек (ПО), отделённый люком с герметичной крышкой. На заднем конце переходного отсека — пассивный стыковочный узел, снабжённый люком с герметичной крышкой для перехода в транспортный космический корабль «Союз». На боковой поверхности переходного отсека — люк для проникновения внутрь станции при строительных работах на Земле, а также теоретически люк мог служить для выхода космонавтов в открытый космос, однако на станциях «Салют-3» и «Салют-5» такая работа не планировалась, отсутствовали скафандры. Снаружи переходного отсека были установлены две поворотные солнечные батареи («крылья»).
В переходном отсеке была шлюзовая камера для проведения научных экспериментов, а также манипулятор для установки в шлюзовую камеру капсулы спуска информации (КСИ, изделие 11Ф76). В капсулу (автономный спускаемый аппарат) загружалась фотоплёнка и другие материалы, требующие срочной доставки на Землю. Капсула выталкивалась из шлюзовой камеры станции в открытый космос, ракетные двигатели, работающие на сжатом азоте, её ориентировали нужным образом, для торможения включался твердотопливный ракетный двигатель. Капсула переходила на баллистическую траекторию спуска через плотные слои атмосферы, затем приземлялась на парашюте. Если бы капсула приземлилась за пределами территории СССР — было бы активировано подрывное устройство, полностью уничтожающее доставленные на Землю секретные материалы.

### ДОС-2, «Космос-557», «Салют-4»
Орбитальные станции ДОС-2, «Космос-557», «Салют-4» (КБ Королёва) представляли собой модифицированную станцию «Салют-1». Вместо четырёх солнечных батарей, установленных попарно на переходном и агрегатном отсеке, были установлены три поворотные на цилиндрической части малого диаметра рабочего отсека. Площадь солнечных батарей была увеличена с 28 м2 (на «Салюте-1») до 60 м2.
После гибели экипажа «Союза-11» (Добровольский, Волков, Пацаев) космические корабли серии «Союз» стали двухместными, соответственно станции были рассчитаны на полёт двух космонавтов. Также были другие изменения.

### «Салют-6», «Салют-7»
«Салют-6» и «Салют-7» (КБ Королёва) имели по два стыковочных узла (на переходном и на агрегатном отсеке), что позволяло принимать одновременно два космических корабля, например два «Союза», «Союз» и «Прогресс», «Союз» и ТКС (КБ «Алмаз»). Объединённая двигательная установка, которая работала на двухкомпонентном высококипящем ракетном топливе (тетраоксид диазота + несимметричный диметилгидразин), могла быть дозаправлена от беспилотного грузового корабля «Прогресс», пополнялись также запасы регенеративных патронов, сжатых газов, питьевой воды, пищи и других расходуемых материалов. На транспортных кораблях доставлялось новое научное оборудование или вывозилось отработанное, доставлялись на Землю результаты экспериментов. Космонавты имели широкую возможность проводить техническое обслуживание и при необходимости ремонтировать станцию. Благодаря двум стыковочным узлам и системе дозаправки время работы станций было ограничено только их ресурсом.

### «Салют-8»
Выведена на орбиту под названием базовый блок орбитальной станции «Мир».
Основное отличие от станций «Салют-6» и «Салют-7» — наличие шести стыковочных узлов, один — осевой, на агрегатном отсеке, пять — на переходном отсеке, один осевой и четыре боковых. Это позволило пристыковать к базовому блоку пять модулей.
К агрегатному отсеку был пристыкован модуль «Квант», к стыковочному узлу модуля «Квант» причаливали корабли «Союз» или «Прогресс».
Модули «Квант-2», «Кристалл», «Спектр» и «Природа» стыковались с переходным отсеком вначале к осевому стыковочному узлу, затем манипулятор автоматической системы перестыковки (АСПр, англ. Lyappa) переносил их на боковые узлы. После полной сборки орбитального комплекса «Мир» к осевому стыковочному узлу переходного отсека причаливали корабли «Союз». Модуль «Кристалл» имел стыковочный узел АПАС-95, предназначавшийся для «Бурана», что позволило причаливать к станции американским кораблям «Спейс шаттл», а также российскому КК «Союз ТМ-16». Для облегчения стыковки к модулю «Кристалл» с ним был состыкован переходной модуль.

### «Алмаз»
«Салют-5» стала последней пилотируемой орбитальной станцией по программе «Алмаз». Все построенные космические аппараты этой серии переделаны в беспилотные спутники для радиолокационного наблюдения за поверхностью Земли. На борту имелся радиолокатор бокового обзора.
В космический полёт были отправлены аппараты под условным названием «Космос-1870» и единственный раз под собственным именем «Алмаз».

### «Салют-9»
Разрабатывался как базовый блок для планируемой орбитальной станции «Мир-2». После прекращения работ по российской орбитальной станции был выведен на орбиту как модуль жизнеобеспечения «Звезда», стал частью российского сегмента МКС.
Основное отличие от базового блока орбитальной станции «Мир» — наличие только четырёх стыковочных узлов — одного осевого на агрегатном отсеке и трёх на переходном, среди которых один осевой.
К осевому стыковочному узлу переходного отсека пристыкован функционально-грузовой блок «Заря», к зенитному — «Поиск». К надирному был пристыкован модуль «Пирс», но в 2021 году он был затоплен и заменён на многофункциональный лабораторный модуль «Наука». К четвёртому осевому стыковочному узлу (со стороны агрегатного отсека) могут причаливать пилотируемые космические корабли «Союз» и транспортные корабли «Прогресс».
Продолжает работу на Международной космической станции.

### «Салют-10»
Предполагается как базовый блок новой российской орбитальной станции. На данный момент подтверждённая информация о строительстве нового базового блока отсутствует, однако специалисты по космической технике предполагают его обязательное наличие. В составе МКС такую функцию выполняет модуль «Звезда». Примерная масса и конфигурация базового модуля будет аналогична тем, что были в составе станций «Мир» и МКС. Возможное время запуска модуля на орбиту — после 2024 года. Специалисты рассматривают вероятность появления такого модуля в космосе как весьма высокую.

## Запуски орбитальных станций «Салют»
| Гражданское название | Служебное название | Время работы          | Подробности |
| -------------------- | ------------------ | --------------------- | --- |
| Салют-1              | ДОС-1              | 19.04.1971 11.10.1971 | 175 суток, пилотируемый полёт (ПП) 22 суток. |
| —                    | ДОС-2              | 29.07.1972            | Не вышла на орбиту из-за аварии ракеты-носителя. |
| Салют-2              | ОПС-1              | 04.04.1973 28.05.1973 | 54 суток. Разгерметизация 13 апреля 1973. В пилотируемом режиме не эксплуатировалась. |
| Космос-557           | ДОС-3              | 11.05.1973 22.05.1973 | 11 суток. Отказ в системе управления, приведший к полной выработке топлива двигателей ориентации. В пилотируемом режиме не эксплуатировалась.                                                                                |
| Салют-3              | ОПС-2              | 26.06.1974 25.01.1975 | 213 суток, ПП 13 суток. |
| Салют-4              | ДОС-4              | 26.12.1974 03.02.1977 | 770 суток, ПП 92 суток. |
| Салют-5              | ОПС-3              | 22.06.1976 08.08.1977 | 411 суток, ПП 64 суток. |
| Салют-6              | ДОС-5-1            | 29.09.1977 29.07.1982 | ДОС второго поколения. 1764 суток, ПП 683 суток. |
| Салют-7              | ДОС-5-2            | 19.04.1982 07.02.1991 | ДОС второго поколения. 3216 суток, ПП 816 суток. |
| Салют-8              | ДОС-7              | 19.02.1986 23.03.2001 | ДОС третьего поколения. Выведена на орбиту под названием базовый блок орбитальной станции «Мир». Стала основой первой в мире многомодульной орбитальной станции «Мир». 5514 суток, ПП 4594 суток.                            |
| Алмаз-Т              | ОПС-4              | 29.10.1986            | Планировалась как ОПС второго поколения. После полёта станции «Салют-5» работы по пилотируемым станциям ОПС прекратились. Переделана в беспилотную автоматическую станцию. Не вышла на орбиту из-за аварии ракеты-носителя.  |
| Космос-1870          | ОПС-5              | 25.07.1987 30.07.1989 | Станция типа «Салют-5» переделана в беспилотную автоматическую станцию. Предназначена для радиолокационного наблюдения за поверхностью Земли.                                                                                |
| Алмаз-1А             | ОПС-6              | 31.03.1991 17.10.1992 | Станция типа «Салют-5» переделана в беспилотную автоматическую станцию. Предназначена для радиолокационного наблюдения за поверхностью Земли.                                                                                |
| Алмаз-1В             | ОПС-7              | —                     | Беспилотная автоматическая станция построена на основе корпуса «Салют-5». Предназначена для радиолокационного наблюдения за поверхностью Земли. На орбиту не выводилась.                                                     |
| Салют-9              | ДОС-8              | 12.07.2000            | Разрабатывался как базовый блок для орбитальной станции «Мир-2». После прекращения работ по российской орбитальной станции был выведен на орбиту как модуль жизнеобеспечения «Звезда», стал частью российского сегмента МКС. |